# Carlos Diegues
Carlos Diegues   (Maceió, 19 de maig de 1940 - Rio de Janeiro, 14 de febrer de 2025), també conegut com a Cacá Diegues, va ser un director de cinema brasiler i un dels principals noms del moviment Cinema Novo.

## Començaments
La seva família no trigaria a traslladar-se a Rio de Janeiro, on Cacá es va llicenciar a la Universitat PUC/Rio. Durant els seus anys en la universitat va mostrar diverses inquietuds tant polítiques com intel·lectuals. Animat pel seu activisme va ser president del directori estudiantil, va fundar un cineclub i no va trigar a destapar-se com a cineasta amateur. També per aquella època Diegues va coincidir llavors, a inicis de la dècada de 1960, amb altres joves cineastes (Glauber Rocha, Leon Hirzsman, Paulo Cesar Saraceni…), cofundant amb ells un dels moviments artístics més importants en la cultura brasilera del segle xx, el Cinema Novo.

## Consagració
A mitjan anys seixanta, Diegues s'erigeix com un combatiu crític i escriu bona quantitat d'assajos i manifestos cinematogràfics, col·laborant amb diferents publicacions. Aquest activisme al cinema pretén formular un estil de cinema pròpiament brasiler, carregat d'identificació amb l'entorn històric i sociològic del Brasil mentre s'allunyaven dels motlles temàtics i de producció imposats des dels Estats Units o Europa, incidint en l'afany de mostrar al públic brasiler la seva pròpia cultura encara que xoqui amb la visió de les elits polítiques del país. La influència de l'avantguarda cinematogràfic europea, particularment la Nouvelle Vague francesa, va assegurar al Cinema Novo una forta atenció del públic internacional, consagrant als seus directors, com Diegues, en celebritats creatives.

## Exili i retorn
L'any 1964 esclata al Brasil un cop d'estat afavorit pels militars que deposen a João Goulart, i aquest mateix any Diegues estrena Ganga Zumba, el seu primer llargmetratge, narrant la història d'una cèlebre rebel·lió d'esclaus al Brasil colonial del segle XVII. Terroristes del Moviment Anticomunista (MAC) i del Comando Caça al Comunista (CCC) s'encarreguen d'assaltar les sales on s'exhibeix la pel·lícula, sota la total permissivitat de la policia; de fet, el propi govern va censurar l'obra ratllant-la de subversiva, malgrat retratar un succés històric de tres segles abans. Encara que després Diegues va estrenar A Grande Cidade en 1966, i Os Herdeiros, en 1969. Diegues va partir a l'exili aquest mateix any davant les limitacions imposades per la dictadura militar contra el Cinema Novo, convertit en font de crítica permanent al nou règim pels seus retrats realistes i crus de la societat brasilera i les seves dificultats històriques.
| « | «La generació del Cinema Novo vam fer de la repressió un llenguatge, […] permetem al Brasil tenir un cinema viu i actuant en espera de la fi de la dictadura militar». Carlos Diegues. | » |

Diegues, no obstant això, va poder tornar al Brasil poc després, i va tornar a dirigir sobre la base dels cànons del Cinema Novo, ja famós mundialment i difícil de silenciar de manera efectiva per la dictadura, encara que les seves cintes de totes maneres havien de sortejar la censura. Diegues considerava que la temàtica del Cinema Novo no podia desenvolupar-se fora del Brasil i de fet el seu contingut quedaria buidat de sentit en limitar-se a rodatges a l'estranger. Després del retorn de la democràcia el 1984, Diegues va tornar a rodar amb major llibertat, mantenint el seu prestigi com a realitzador.
El 2018, Diegues fou elegit acadèmic de l'Academia Brasileira de Letras. Va morir a Rio de Janeiro a l'edat de 84 anys, al no poder superar una cirugia. Va tenir 4 fills, dos amb la cantant Nara Leão i dos més amb la productora Renata Almeida Magalhães.

## Filmografia
| - 1964: Ganga Zumba - 1966: A Grande Cidade - 1969: Os Herdeiros - 1972: Quando o Carnaval Chegar - 1973: Joanna Francesa - 1976: Xica da Silva | - 1978: Chuvas de Verão - 1979: Bye Bye Brasil - 1984: Quilombo - 1987: Um Trem Para as Estrelas - 1989: Dias Melhores Virão | - 1994: Veja Esta Canção - 1996: Tieta do Agreste - 1999: Orfeu - 2002: Deus é Brasileiro - 2018: O Grande Circo Místico |